# Liste der Baudenkmäler in Seubersdorf in der Oberpfalz

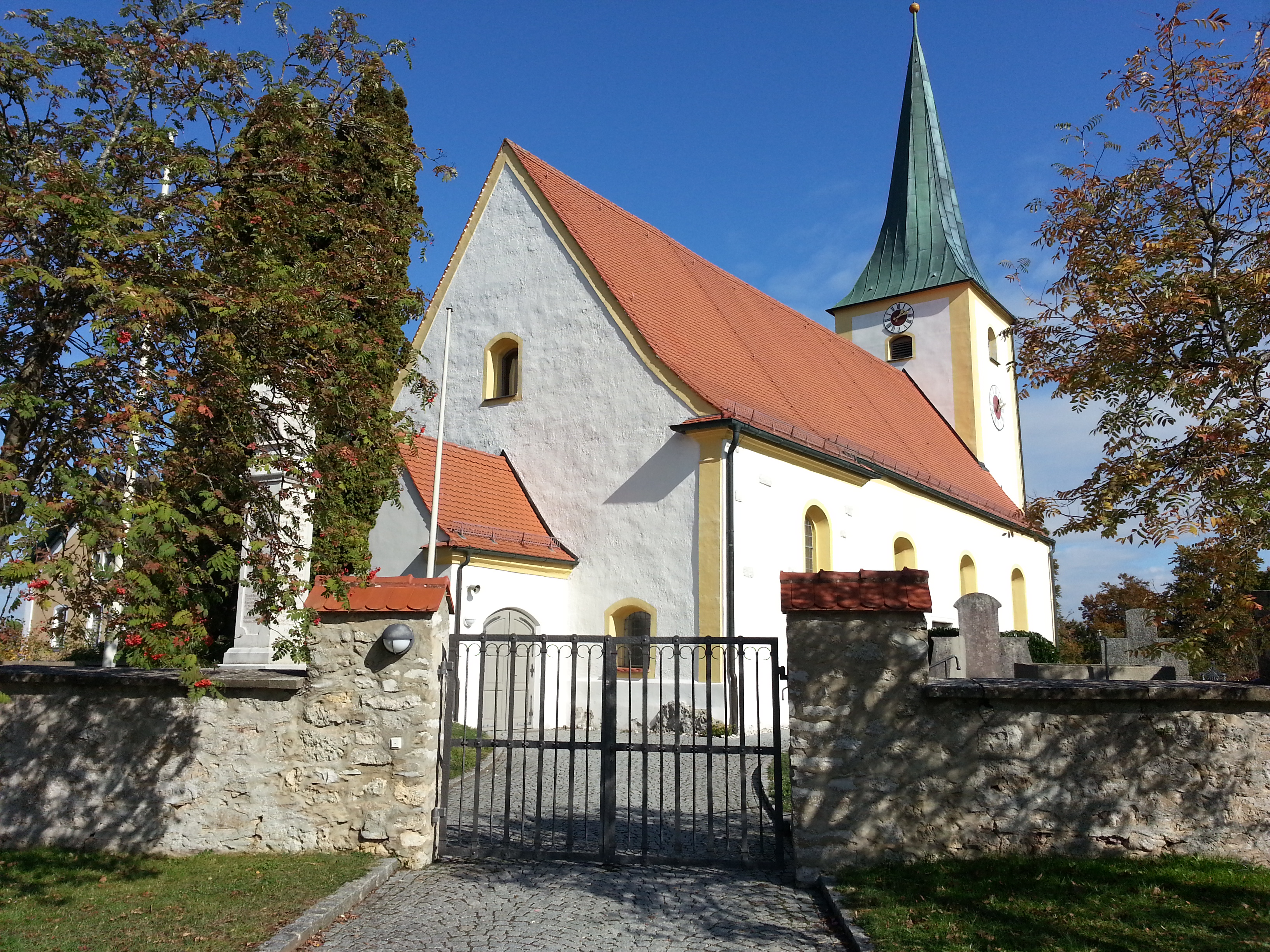
Wallfahrtskirche Waldkirchen (Petersberg)

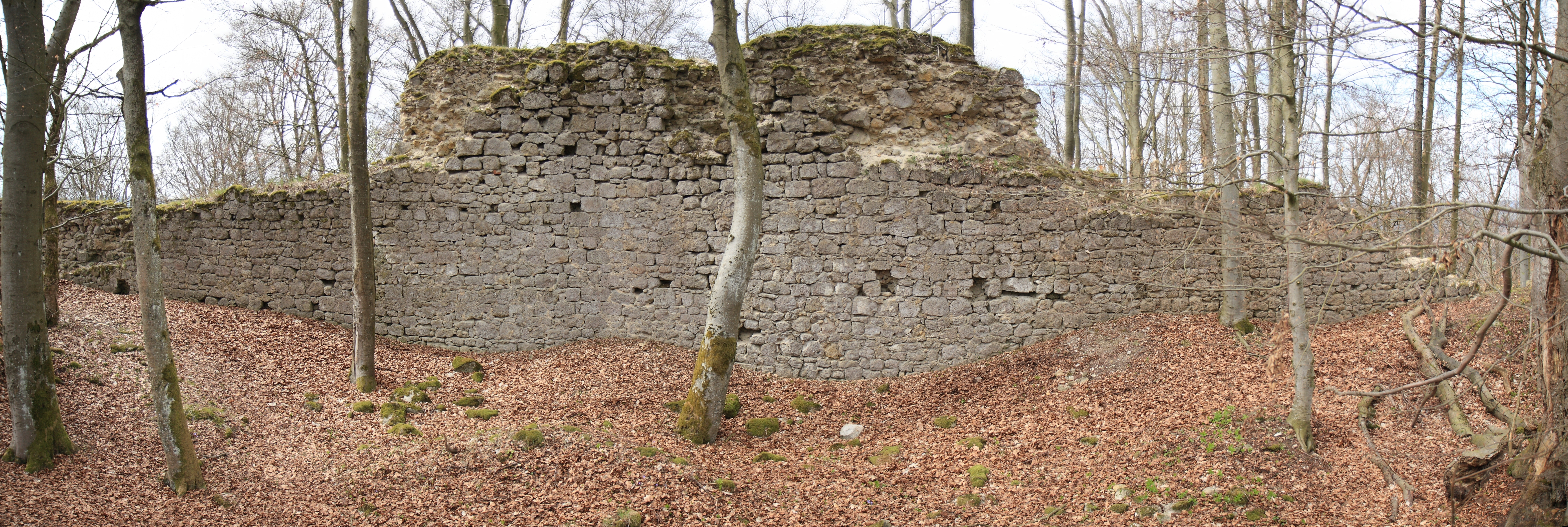
Burgruine Oberburg (Adelburg)

Auf dieser Seite sind die Baudenkmäler in der Oberpfälzer Gemeinde Seubersdorf in der Oberpfalz zusammengestellt. Diese Tabelle ist eine Teilliste der Liste der Baudenkmäler in Bayern. Grundlage ist die Bayerische Denkmalliste, die auf Basis des Bayerischen Denkmalschutzgesetzes vom 1. Oktober 1973 erstmals erstellt wurde und seither durch das Bayerische Landesamt für Denkmalpflege geführt wird. Die folgenden Angaben ersetzen nicht die rechtsverbindliche Auskunft der Denkmalschutzbehörde.

## Baudenkmäler nach Gemeindeteilen

### Seubersdorf
| Lage                                            | Objekt                                                  | Beschreibung | Akten-Nr.     | Bild           |
| ----------------------------------------------- | ------------------------------------------------------- | --- | ------------- | -------------- |
| Bahnhofstraße 22; Nähe Bahnhofstraße (Standort) | Bahnhof der Linie Nürnberg–Regensburg                   | 1873; Dreigeschossiges Empfangsgebäude mit vorschießendem Flachsatteldach, Mittelrisaliten, Putzgliederungen und Perron-Vordach; Lagerhalle, eingeschossiger Satteldachbau aus Kleinquadermauerwerk mit Lisenengliederung und Dachüberstand | D-3-73-160-27 | weitere Bilder |
| Dorfstraße (bei Nr. 1) (Standort)               | Steinkreuz                                              | Mit Schusterhalbmond, Kalkstein, wohl spätmittelalterlich, 1937/38 wieder aufgestellt, in der Nachkriegszeit beschädigt | D-3-73-160-2  | Steinkreuz     |
| Dorfstraße 18 (Standort)                        | Katholische Pfarrkirche St. Maria (bis 1949 St. Gregor) | Polygonal schließender Saalbau mit Glockendachreiter mit Zwiebelhaube, 2. Hälfte 17. Jahrhundert, erneuert 1958 durch Friedrich Haindl; mit Ausstattung                                                                                     | D-3-73-160-1  | weitere Bilder |
| Kirchstraße 6 (Standort)                        | Kath. Pfarrkirche St. Gregor                            | Hauptschiff als Oktogon mit steilem Zeltdach und Eingangsvorbau, Chor im quadratischen Ostturm mit Pyramidendach, 1947–49 nach Plänen von Friedrich Haindl; mit Ausstattung                                                                 | D-3-73-160-38 | BW             |

### Batzhausen
| Lage                           | Objekt                                     | Beschreibung | Akten-Nr.     | Bild           |
| ------------------------------ | ------------------------------------------ | --- | ------------- | -------------- |
| Pirkacher Weg 7 (Standort)     | Katholische Wallfahrtskirche (?) Mariahilf | Saalbau mit eingezogener Polygonalapsis und verschiefertem Glockendachreiter, Kapelle von 1749, Langhaus errichtet 1755 aus dem Quadermauerwerk der Adelburg, Turm 1795; mit Ausstattung  | D-3-73-160-4  | weitere Bilder |
| Waldhauser Straße 3 (Standort) | Wohnstallhaus                              | Eingeschossiger und traufständiger Steildachbau mit Fachwerkgiebel und Zwerchhaus, innen bezeichnet mit 1856                                                                              | D-3-73-160-25 | BW             |
| Waldhauser Straße 6 (Standort) | Katholische Pfarrkirche St. Johann Baptist | Saalbau mit Frackdach, eingezogener, gerader Apsis, nördlichem Seitenschiff und Flankenturm, 1933 von Max Wittmann, Turm des Vorgängerbaus nach 1648, Obergeschosse 1840; mit Ausstattung | D-3-73-160-3  | weitere Bilder |

### Daßwang
| Lage                       | Objekt                                         | Beschreibung | Akten-Nr.     | Bild              |
| -------------------------- | ---------------------------------------------- | --- | ------------- | ----------------- |
| Bundesstraße 14 (Standort) | Kath. Pfarrkirche Mariä Aufnahme in den Himmel | Saalkirche mit Chorturm und südlichem Seitenschiff, 1935/36 von Max Wittmann; mit Ausstattung                                                                       | D-3-73-160-34 | weitere Bilder    |
| Bundesstraße 18 (Standort) | Gasthaus Zur Post                              | Zweigeschossiger Mansardwalmdachbau mit seitlicher, stichbogig gewölbter Toreinfahrt zum rückwärtigen Hof zwischen Haupt- und Wirtschaftstrakt, 17./18. Jahrhundert | D-3-73-160-6  | Gasthaus Zur Post |

### Eichenhofen
| Lage                       | Objekt                               | Beschreibung | Akten-Nr.    | Bild                 |
| -------------------------- | ------------------------------------ | --- | ------------ | -------------------- |
| Am Kirchplatz 2 (Standort) | Ehemaliges Pfarrhaus                 | Zweigeschossiger Walmdachbau mit Putzgliederungen, 18. Jahrhundert | D-3-73-160-8 | Ehemaliges Pfarrhaus |
| Am Kirchplatz 6 (Standort) | Katholische Pfarrkirche St. Nikolaus | Saalbau mit Querhaus und halbrunder Apsis, mittlerem Westturm und Vorzeichen, Langhaus und Turm 1716/17, Querhaus und Chor 1906, durchgreifende Renovierung 1935/36; mit Ausstattung. Die Fresken im Chor: Hochzeit zu Kana, im Langhaus Christus Glorie umrahmt von zwei Nikolaus-Szenen und Putten mit Herz Jesu sind gemalt von dem Kunstmaler Josef Wittmann in 1936. Im Querhaus links sind die Fresken Christus als Kinderfreund und rechts Auferweckung des Lazarus sind ebenfalls von Josef Wittmann und leiten nach dem Kunsthistoriker Hans Christian Ries gewissermaßen Wittmanns Spätstil mit hellen, blasfarbigen Fresken ein. | D-3-73-160-7 | weitere Bilder       |

### Freihausen
| Lage                    | Objekt                                          | Beschreibung | Akten-Nr.     | Bild           |
| ----------------------- | ----------------------------------------------- | --- | ------------- | -------------- |
| Am Kirchberg (Standort) | Ortskapelle St. Maria, „Zu unserer lieben Frau“ | Saalbau mit eingezogener Rechteckapsis und Glockendachreiter, seitlicher Anbau mit Walmdach, 1842; mit Ausstattung | D-3-73-160-9  | weitere Bilder |
| Am Kirchberg 8 ()       | Wohnstallhaus                                   | eingeschossiger Steildachbau mit Erdkeller, 18./19. Jahrhundert                                                    | D-3-73-160-36 |                |

### Haag
| Lage            | Objekt         | Beschreibung | Akten-Nr.     | Bild           |
| --------------- | -------------- | --- | ------------- | -------------- |
| Haag (Standort) | Ruine Adelburg | Höhenburg, auf langgestrecktem Höhenzug, errichtet wohl unter Minnesänger Engilhard von Adelburg um 1180, seit dem 13. Jahrhundert wechselnde Besitzer, Verfall im 16. Jahrhundert, 1755 umfangreicher Steinraub zur Erbauung der Mariahilf-Kirche bei Batzhausen; Außenmauern der Randhausburg auf der Nordwestseite, Bruchstein und Quadermauerwerk, nach Südwesten rechteckige Apsis; Unterhalb Reste der Ringmauer | D-3-73-167-72 | weitere Bilder |

### Ittelhofen
| Lage                                                             | Objekt                               | Beschreibung | Akten-Nr.     | Bild           |
| ---------------------------------------------------------------- | ------------------------------------ | --- | ------------- | -------------- |
| Egelstal, am Ortsausgang in Nähe der Wissinger Laaber (Standort) | Feldkapelle St. Maria                | Giebelständiger Satteldachbau mit Eckpilastern, Ende 18. Jahrhundert; mit Ausstattung; am Ortsausgang in Nähe der Wissinger Laaber | D-3-73-160-11 | weitere Bilder |
| Jakobiweg 1 (Standort)                                           | Katholische Filialkirche St. Jakob   | Polygonal schließender Saalbau mit Chordachreiter, Vorzeichen und Putzgliederungen, 1730–31; mit Ausstattung                       | D-3-73-160-10 | weitere Bilder |
| Kirchenweg; Nähe Kirchenweg (Standort)                           | Bildstock, sogenannte „Weiße Marter“ | Aus Kalksteinquadern mit rundbogiger Bildnische und Satteldach, 16./17. Jahrhundert, Aufsatz Gusseisenkreuz, 19. Jahrhundert       | D-3-73-160-12 | weitere Bilder |

### Krappenhofen
| Lage                        | Objekt                                               | Beschreibung | Akten-Nr.     | Bild           |
| --------------------------- | ---------------------------------------------------- | --- | ------------- | -------------- |
| Am Hütberg 2 (Standort)     | Ehemaliges Hüthaus                                   | Erdgeschossiges Wohnstallhaus mit steilem Satteldach, im Kern Ständerbau mit Bohlenwänden, 1683/84 (dendro. datiert), teilweise Ausmauerung, 1796 (dendro. datiert), und Ausblockung, 1830 (dendro. datiert), Dach 1874/75 (dendro. datiert) | D-3-73-160-30 | BW             |
| Kathreinstraße 2 (Standort) | Katholische Filialkirche St. Maria und St. Katharina | Saalbau mit eingezogenem Polygonalchor und mittlerem Westturm, 1. Hälfte 18. Jahrhundert mit Einbeziehung von Mauern des 16. Jahrhunderts; mit Ausstattung; Friedhofsmauer, im Kern wohl spätmittelalterlich                                 | D-3-73-160-14 | weitere Bilder |

### Riedhof
| Lage                  | Objekt               | Beschreibung                                                   | Akten-Nr.     | Bild           |
| --------------------- | -------------------- | -------------------------------------------------------------- | ------------- | -------------- |
| In Riedhof (Standort) | Hofkapelle St. Maria | Satteldachbau mit Rundbogenfenstern und Putzgliederungen, 1884 | D-3-73-160-15 | weitere Bilder |

### Schnufenhofen
| Lage                                              | Objekt                                  | Beschreibung | Akten-Nr.     | Bild           |
| ------------------------------------------------- | --------------------------------------- | --- | ------------- | -------------- |
| An der Kirche 1 (Standort)                        | Ehemaliges Wohnstallhaus                | Eingeschossiger und traufständiger Steildachbau, frühes 19. Jahrhundert | D-3-73-160-26 | BW             |
| An der Kirche 2 (Standort)                        | Katholische Filialkirche St. Bonifatius | Saalbau mit Chorturm, frühgotisch, nach Brand 1859 umgestaltet und 1887 verlängert; mit Ausstattung                                                                                       | D-3-73-160-16 | weitere Bilder |
| Schelmgrund, am Fußweg nach Ittelhofen (Standort) | Bildstock                               | Steinpfeiler aus Kalkstein mit verbreitertem Kopfstück und Satteldach und Reliefs des hl. Bonifatius, 16. Jahrhundert, und des hl. Martin, bezeichnet mit 1762; am Fußweg nach Ittelhofen | D-3-73-160-17 | weitere Bilder |

### Wachtlhof
| Lage                   | Objekt                            | Beschreibung                                       | Akten-Nr.     | Bild           |
| ---------------------- | --------------------------------- | -------------------------------------------------- | ------------- | -------------- |
| Wachtlhof 2 (Standort) | Kapelle St. Jakobus und Elisabeth | Giebelständiger Satteldachbau 1827, 1831 erweitert | D-3-73-160-18 | weitere Bilder |

### Waldhausen
| Lage                     | Objekt                                | Beschreibung | Akten-Nr.     | Bild           |
| ------------------------ | ------------------------------------- | --- | ------------- | -------------- |
| Leonhardweg 5 (Standort) | Katholische Filialkirche St. Leonhard | Saalbau mit polygonalem Chorschluss mit Strebepfeilern, Flankenturm mit Welscher Haube, im Kern romanisch, Chor und Turm gotisch, 1676 neugestaltet; mit Ausstattung; Friedhofsmauer mit Strebepfeilern, wohl 17. Jahrhundert | D-3-73-160-19 | weitere Bilder |

### Waldkirchen (Petersberg)
| Lage                                     | Objekt                                                     | Beschreibung | Akten-Nr.     | Bild           |
| ---------------------------------------- | ---------------------------------------------------------- | --- | ------------- | -------------- |
| Waldkirchen ()                           | Mariensäule                                                | Figur der Maria Immaculata, Gusseisen auf Steinpfeiler, Ende 19. Jahrhundert | D-3-73-160-37 |                |
| Waldkirchen 1; In Waldkirchen (Standort) | Katholische Pfarr- und Wallfahrtskirche St. Peter und Paul | Saalbau mit Chorturm und Vorzeichen, Dachstuhl datiert mit 1667, 1922 nach Westen erweitert und leicht verbreitert; mit Ausstattung; Friedhofsmauer, wohl 17. Jahrhundert; Kriegerdenkmal für 1914/18, Inschriftenpfeiler auf gestuftem Sockel, figürlicher Aufsatz mit Muttergottes und Kind, Kalkstein, um 1920                                                            | D-3-73-160-24 | weitere Bilder |
| Waldkirchen 2; Waldkirchen 1 (Standort)  | Ehemaliger Pfarrhof                                        | Ehemaliges Pfarrhaus, zweigeschossiger und traufständiger Satteldachbau mit Kniestock und Ecklisenen, 1879; Mehrfach abgewinkeltes ehemaliger Remisen-, Stall- und Waschgebäude, mit Torbogen, eingeschossiger und traufständiger Satteldachbau mit Kniestock; Ehemaliger Rinderstall, giebelständiger Satteldachbau; alle im Kern 17./18. Jahrhundert, teilerneuert um 1879 | D-3-73-160-20 | weitere Bilder |

### Willmannsdorf
| Lage                       | Objekt                | Beschreibung                                                                                    | Akten-Nr.     | Bild           |
| -------------------------- | --------------------- | ----------------------------------------------------------------------------------------------- | ------------- | -------------- |
| Willmannsdorf 6 (Standort) | Dorfkapelle St. Maria | Giebelständiger und polygonal schließender Saalbau mit Glockendachreiter, 1866; mit Ausstattung | D-3-73-160-21 | weitere Bilder |

### Wissing
| Lage                           | Objekt                                    | Beschreibung | Akten-Nr.     | Bild                                      |
| ------------------------------ | ----------------------------------------- | --- | ------------- | ----------------------------------------- |
| Am Platz 1 (Standort)          | Ehemaliges Wohnstall- und Kleinbauernhaus | Eingeschossiger Satteldachbau, um 1830/40 | D-3-73-160-29 | BW                                        |
| Kemnather Straße 10 (Standort) | Ehemaliges Wohnstall- und Kleinbauernhaus | Eingeschossiger und giebelständiger Satteldachbau mit Fachwerkgiebel, um 1830/40                                                                                     | D-3-73-160-28 | Ehemaliges Wohnstall- und Kleinbauernhaus |
| Oberdorf 9 (Standort)          | Ehemaliges Gasthaus                       | Zweigeschossiger Krüppelwalmdachbau, im Kern 2. Hälfte 18. Jahrhundert, im Dachwerk bezeichnet mit 1839                                                              | D-3-73-160-31 | Ehemaliges Gasthaus                       |
| Unterdorf 9 (Standort)         | Ehemaliges Pfarrhaus                      | Zweigeschossiger Walmdachbau mit Putzgliederungen und Zierportal, 18./19. Jahrhundert                                                                                | D-3-73-160-23 | Ehemaliges Pfarrhaus                      |
| Unterdorf 14 (Standort)        | Wohn- und Gasthaus, ehemalige Kirche      | Wohl 17. Jahrhundert, 1806 profaniert, zweigeschossiger Satteldachbau mit polygonaler Apsis und Putzgliederungen, seit 1839 Brauerei und Gasthaus (ehem. Hafnerwirt) | D-3-73-160-22 | weitere Bilder                            |

## Ehemalige Baudenkmäler
In diesem Abschnitt sind Objekte aufgeführt, die früher einmal in der Denkmalliste eingetragen waren, jetzt aber nicht mehr. Objekte, die in anderem Zusammenhang also z. B. als Teil eines Baudenkmals weiter eingetragen sind, sollen hier nicht aufgeführt werden. Aktennummern in diesem Abschnitt sind ehemalige, jetzt nicht mehr gültige Aktennummern.

| Lage                                       | Objekt          | Beschreibung                                                  | Akten-Nr.     | Bild            |
| ------------------------------------------ | --------------- | ------------------------------------------------------------- | ------------- | --------------- |
| Ittelhofen Freihauser Straße 20 (Standort) | Kleinbauernhaus | Satteldachbau mit ursprünglicher Haustür, 18./19. Jahrhundert | D-3-73-160-13 | Kleinbauernhaus |

## Abgegangene Baudenkmäler
In diesem Abschnitt sind Objekte aufgeführt, die früher einmal in der Denkmalliste eingetragen waren, jetzt aber nicht mehr existieren, z. B. weil sie abgebrochen wurden. Aktennummern in diesem Abschnitt sind ehemalige, jetzt nicht mehr gültige Aktennummern.

| Lage                                 | Objekt                    | Beschreibung | Akten-Nr.    | Bild |
| ------------------------------------ | ------------------------- | --- | ------------ | ---- |
| Batzhausen Hauptstraße 40 (Standort) | Zugehöriges Wohnstallhaus | Eingeschossiges und traufständiges Oberpfälzer Bänderhaus mit Steildach und verputzten Fachwerkgiebel, 18./19. Jahrhundert | D-3-73-160-5 | BW   |